# Acumen
Acumen (z łac. ostrze, wierzchołek, przen. bystrość, dowcip) – w utworze literackim miejsce zetknięcia się dwóch przeciwstawnych metod rozumowania mające wywołać zarówno zaskoczenie jak i przeżycie estetyczne. Sprzeczność ta opiera się na paradoksie i prowadzi do ujawnienia zaskakującej pointy, najczęściej poprzez nietypowy kształt stylistyczny wypowiedzi.
Termin po raz pierwszy pojawił się w tytule traktatu M. K. Sarbiewskiego – De acuto et arguto (1619–1620). Jest to jeden z podstawowych terminów poetyki barokowej i jeden z jej najbardziej krytykowanych wyznaczników w późniejszej krytyce literackiej. Pojęcie acumenu stało się również ważnym elementem poetyki rosyjskich akmeistów i słowotwórczą bazą dla nazwy tego kierunku.